# Grallariidae
Los gralaríidos (Grallariidae) son una familia de aves paseriformes del parvorden Furnariida, que agrupa a alrededor de 55 especies en 4 géneros, que habitan en una variedad de ambientes en la América tropical (Neotrópico), pero que alcanzan su máxima diversidad en los Andes. Tradicionalmente eran incluidas en la familia Formicariidae, pero se han separado como resultado de estudios filogenéticos. Son conocidos por los nombres populares de torororíes y ponchitos; y también chululúes, hormigueros tororoíes, gralarias o gralaritas, entre otros. La taxonomía de la familia está en constante evolución, con frecuentes descripciones de nuevas especies o separaciones de subespecies.

## Etimología
El nombre de la familia deriva del nombre femenino del género tipo: «Grallaria», del latín moderno «grallarius»: que camina sobre zancos; zancudo.

## Características

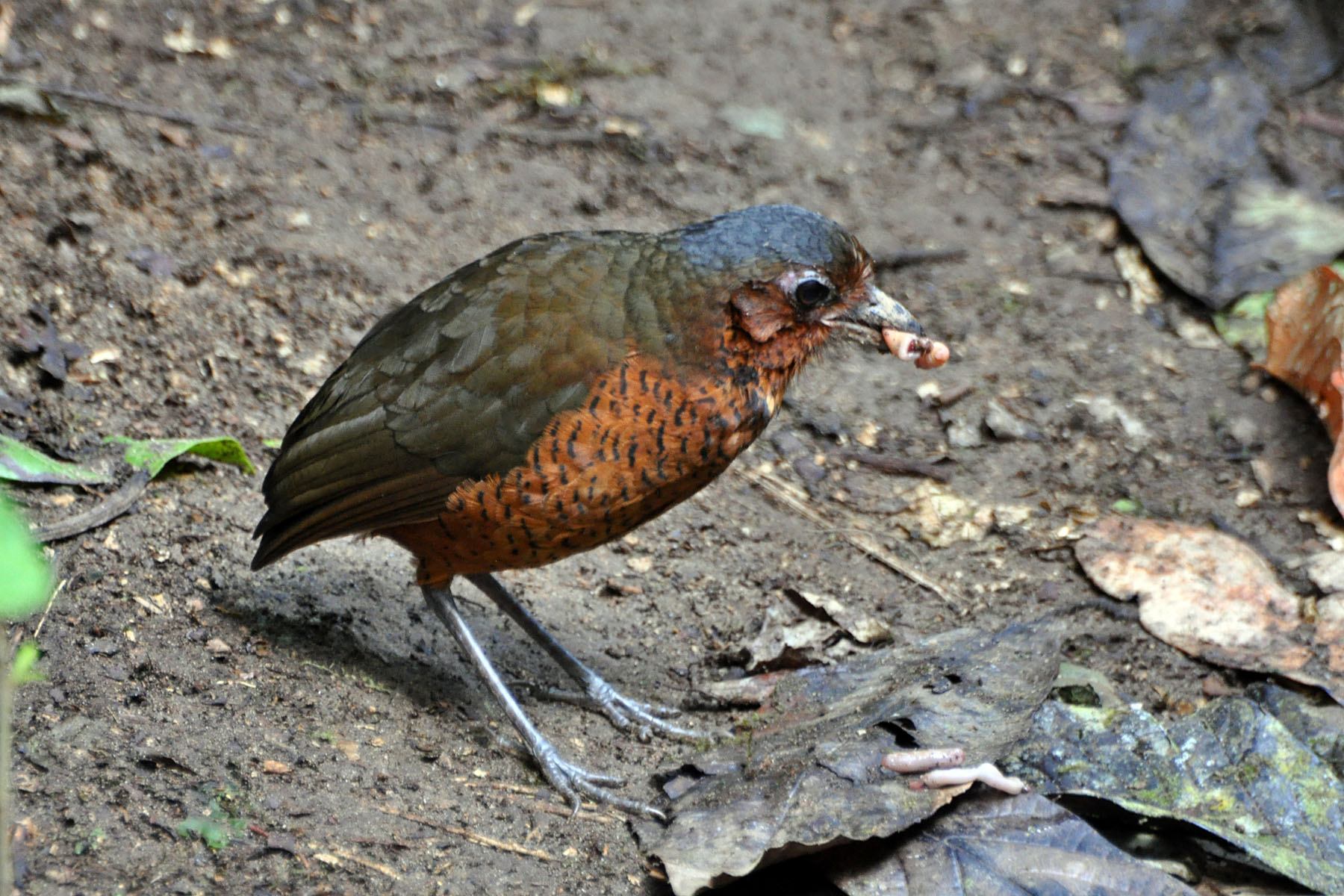
Grallaria gigantea, el mayor grallárido.

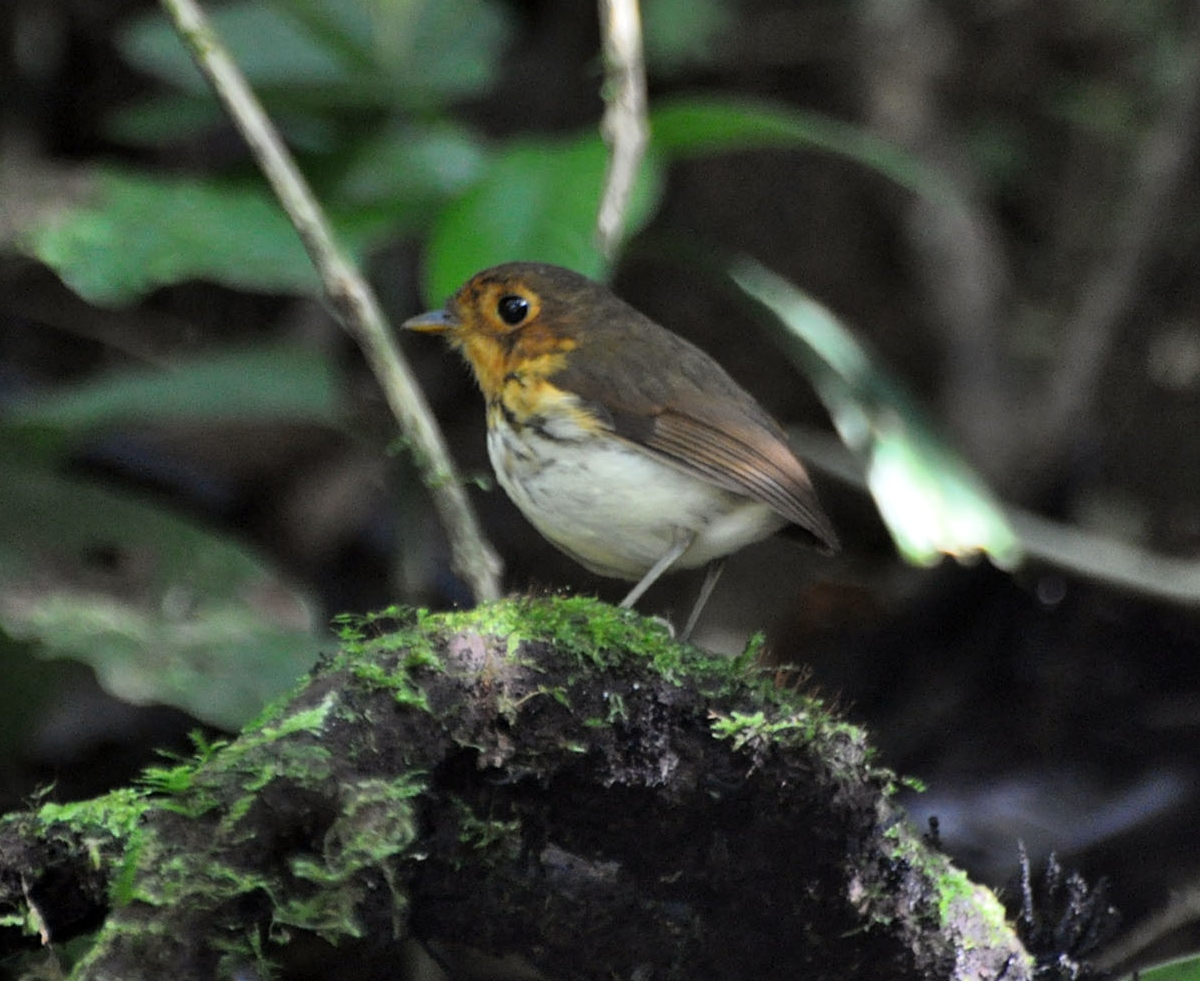
Grallaricula flavirostris, uno de los menores gralláridos.

Los gralláridos presentan una gama impresionante de tamaños de sus cuerpos, variando desde 24 cm de longitud los mayores: el tororoí gigante (Grallaria gigantea) y el tororoí excelso (Grallaria excelsa), a 10 cm algunas especies de Grallaricula. Son aves sin dimorfismo sexual, de colorido generalmente liso y uniforme, pero de patrones atractivos. Todos tienen patas desproporcionadamente largas en relación con su cuerpo rechonchudo y a su corta cola. Son principalmente terrestres, caminando a los saltos o correteando por el suelo, ocasionalmente subiendo un poco en el sotobosque, pero siempre difíciles de ser vistos. Sus vocalizaciones sonoras y distintivas, que pueden ser bastante atípicas para un paseriforme, son las primeras a llamar la atención sobre estas maravillosas aves. Los nidos de unas pocas especies que han sido descritos, son en formato de taza o platillo, descuidadamente construidos con palitos y hojas y aglomerados con telaraña o musgo, y colocados a 1 o 2 m del suelo.

## Distribución
Se distribuyen por todo el Neotrópico, desde el sur de México, a través de América Central y del Sur, hasta el norte de Argentina y sur de Brasil. Sin embargo, alcanzan su máxima diversidad en la cordillera de los Andes, donde claramente se substituyen altitudinalmente unas a las otras. En la medida que se ha facilitado el acceso a áreas remotas y los equipos para investigación aviaria han evolucionado, nuevas especies (y subespecies) de gralláridos han sido descritas.

## Estado de conservación

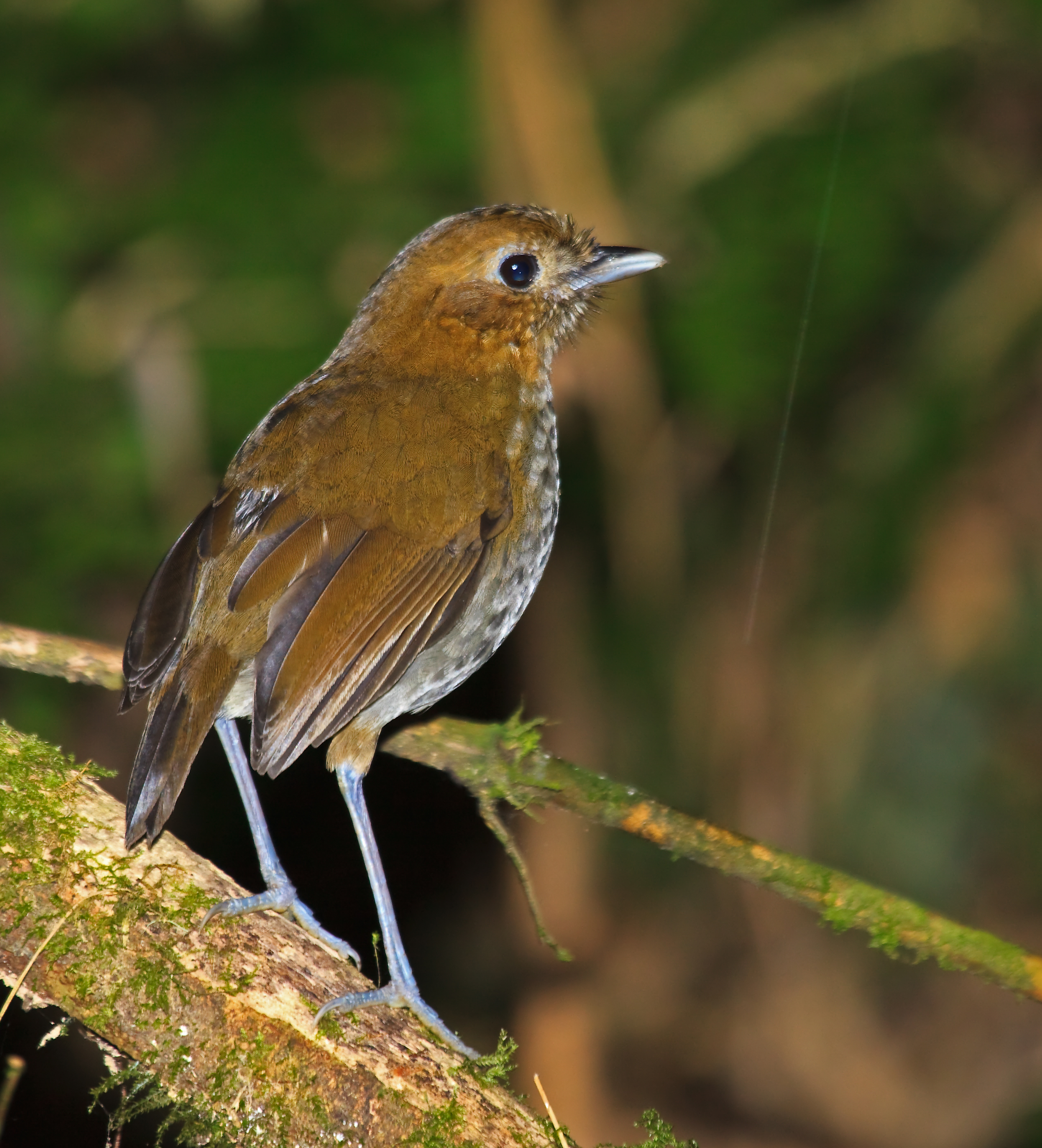
El tororoí de Urrao, ave críticamente amenazada de extinción.

De acuerdo con la Unión Internacional para la Conservación de la Naturaleza (IUCN), la situación de conservación en el mes de julio de 2023, de las 55 especies listadas por Birdlife international, era la siguiente:
CR Críticamente amenazada: 2 especies (3,6 % de los gralláridos): los superendemismos venezolanos tororoí de Táchira (Grallaria chthonia), que no era avistado desde 1956 y fue redescubierto en 2016; y el recientemente descrito colombiano tororoí de Urrao (Grallaria urraoensis).

EN Amenazadas de extinción: 2 especies (3,6 % de los gralláridos): los endemismos colombiano tororoí de Cundinamarca (Grallaria kaestneri) y ecuatoriano tororoí jocotoco (Grallaria ridgelyi).

VU Vulnerables: 7 especies (12,7 % de los gralláridos).

NT Casi amenazadas: 6 especies (10,9 % de los gralláridos).

LC Preocupación menor: 38 especies (69 % de los gralláridos).
En general, las especies amenazadas se distribuyen localizadamente en áreas muy pequeñas con poblaciones en disminución debido a la pérdida de hábitat.

## Taxonomía
Tradicionalmente, los cuatro géneros de esta familia, estaban incluidos en la familia Formicariidae. Ya desde 1969, Lowery y O'Neill, con base en características de plumaje, del esqueleto y medidas morfométricas revisaron la subfamilia Grallarinae con composición muy próxima a la actual, pero incluyendo al género Pittasoma. Estudios genético-moleculares posteriores, como Irestedt et al (2002), Chesser (2004) y Rice (2005) demostraron que los géneros aquí incluidos formaban un linaje monofilético y que no estaba hermanado con Formicarius y Chamaeza. Con la exclusión del género Pittasoma de Formicariidae, y su inclusión en Conopophagidae, Grallaria, Grallaricula, Myrmothera e Hylopezus conforman un clado monofilético bien definido y, como tal, agrupado en su propia familia Grallariidae. Estas revisiones taxonómicas fueron aprobadas en la Propuesta N° 235 al Comité de Clasificación de Sudamérica (SACC)
Este clado puede ser dividido en dos linajes bien característicos, el numeroso y complejo Grallaria y las especies de menor tamaño de los otros tres géneros.

### Cladograma propuesto para el infraorden Tyrannides
De acuerdo a la clasificación propuesta por Ohlson et al (2013), así se ubica la presente familia:
|  | Melanopareiidae |
|  |                 |
|  | Conopophagidae  |
|  |                 |
|  | Thamnophilidae  |
|  |                 |

| Superfamilia Furnarioidea | \| \| Grallariidae \| \| \| \| \| \| Rhinocryptidae \| \| \| \| \| \| Formicariidae \| \| \| \| \| \| Scleruridae \| \| \| \| \| \| Dendrocolaptidae \| \| \| \| \| \| Xenopidae \| \| \| \| \| \| Furnariidae \| \| \| \| |
|                           | \| \| Grallariidae \| \| \| \| \| \| Rhinocryptidae \| \| \| \| \| \| Formicariidae \| \| \| \| \| \| Scleruridae \| \| \| \| \| \| Dendrocolaptidae \| \| \| \| \| \| Xenopidae \| \| \| \| \| \| Furnariidae \| \| \| \| |
|                           | Grallariidae |
|                           | |
|                           | Rhinocryptidae |
|                           | |
|                           | Formicariidae |
|                           | |
|                           | Scleruridae |
|                           | |
|                           | Dendrocolaptidae |
|                           | |
|                           | Xenopidae |
|                           | |
|                           | Furnariidae |
|                           | |

|  | Grallariidae     |
|  |                  |
|  | Rhinocryptidae   |
|  |                  |
|  | Formicariidae    |
|  |                  |
|  | Scleruridae      |
|  |                  |
|  | Dendrocolaptidae |
|  |                  |
|  | Xenopidae        |
|  |                  |
|  | Furnariidae      |
|  |                  |

|  | Melanopareiidae |
|  |                 |
|  | Conopophagidae  |
|  |                 |
|  | Thamnophilidae  |
|  |                 |

| Superfamilia Furnarioidea | \| \| Grallariidae \| \| \| \| \| \| Rhinocryptidae \| \| \| \| \| \| Formicariidae \| \| \| \| \| \| Scleruridae \| \| \| \| \| \| Dendrocolaptidae \| \| \| \| \| \| Xenopidae \| \| \| \| \| \| Furnariidae \| \| \| \| |
|                           | \| \| Grallariidae \| \| \| \| \| \| Rhinocryptidae \| \| \| \| \| \| Formicariidae \| \| \| \| \| \| Scleruridae \| \| \| \| \| \| Dendrocolaptidae \| \| \| \| \| \| Xenopidae \| \| \| \| \| \| Furnariidae \| \| \| \| |
|                           | Grallariidae |
|                           | |
|                           | Rhinocryptidae |
|                           | |
|                           | Formicariidae |
|                           | |
|                           | Scleruridae |
|                           | |
|                           | Dendrocolaptidae |
|                           | |
|                           | Xenopidae |
|                           | |
|                           | Furnariidae |
|                           | |

|  | Grallariidae     |
|  |                  |
|  | Rhinocryptidae   |
|  |                  |
|  | Formicariidae    |
|  |                  |
|  | Scleruridae      |
|  |                  |
|  | Dendrocolaptidae |
|  |                  |
|  | Xenopidae        |
|  |                  |
|  | Furnariidae      |
|  |                  |

|  | Melanopareiidae |
|  |                 |
|  | Conopophagidae  |
|  |                 |
|  | Thamnophilidae  |
|  |                 |

| Superfamilia Furnarioidea | \| \| Grallariidae \| \| \| \| \| \| Rhinocryptidae \| \| \| \| \| \| Formicariidae \| \| \| \| \| \| Scleruridae \| \| \| \| \| \| Dendrocolaptidae \| \| \| \| \| \| Xenopidae \| \| \| \| \| \| Furnariidae \| \| \| \| |
|                           | \| \| Grallariidae \| \| \| \| \| \| Rhinocryptidae \| \| \| \| \| \| Formicariidae \| \| \| \| \| \| Scleruridae \| \| \| \| \| \| Dendrocolaptidae \| \| \| \| \| \| Xenopidae \| \| \| \| \| \| Furnariidae \| \| \| \| |
|                           | Grallariidae |
|                           | |
|                           | Rhinocryptidae |
|                           | |
|                           | Formicariidae |
|                           | |
|                           | Scleruridae |
|                           | |
|                           | Dendrocolaptidae |
|                           | |
|                           | Xenopidae |
|                           | |
|                           | Furnariidae |
|                           | |

|  | Grallariidae     |
|  |                  |
|  | Rhinocryptidae   |
|  |                  |
|  | Formicariidae    |
|  |                  |
|  | Scleruridae      |
|  |                  |
|  | Dendrocolaptidae |
|  |                  |
|  | Xenopidae        |
|  |                  |
|  | Furnariidae      |
|  |                  |

|  | Melanopareiidae |
|  |                 |
|  | Conopophagidae  |
|  |                 |
|  | Thamnophilidae  |
|  |                 |

| Superfamilia Furnarioidea | \| \| Grallariidae \| \| \| \| \| \| Rhinocryptidae \| \| \| \| \| \| Formicariidae \| \| \| \| \| \| Scleruridae \| \| \| \| \| \| Dendrocolaptidae \| \| \| \| \| \| Xenopidae \| \| \| \| \| \| Furnariidae \| \| \| \| |
|                           | \| \| Grallariidae \| \| \| \| \| \| Rhinocryptidae \| \| \| \| \| \| Formicariidae \| \| \| \| \| \| Scleruridae \| \| \| \| \| \| Dendrocolaptidae \| \| \| \| \| \| Xenopidae \| \| \| \| \| \| Furnariidae \| \| \| \| |
|                           | Grallariidae |
|                           | |
|                           | Rhinocryptidae |
|                           | |
|                           | Formicariidae |
|                           | |
|                           | Scleruridae |
|                           | |
|                           | Dendrocolaptidae |
|                           | |
|                           | Xenopidae |
|                           | |
|                           | Furnariidae |
|                           | |

|  | Grallariidae     |
|  |                  |
|  | Rhinocryptidae   |
|  |                  |
|  | Formicariidae    |
|  |                  |
|  | Scleruridae      |
|  |                  |
|  | Dendrocolaptidae |
|  |                  |
|  | Xenopidae        |
|  |                  |
|  | Furnariidae      |
|  |                  |

### Cladograma propuesto para la familia Grallariidae
El cladograma abajo muestra la filogenia de la presente familia. Está basado en un amplio estudio genético molecular de los subóscinos de Michael Harvey y colaboradores publicado en 2020.
|  | Cryptopezus                                                            |
|  |                                                                        |
|  | \| \| Grallaricula \| \| \| \| \| \| Hylopezus, Myrmothera \| \| \| \| |
|  |                                                                        |
|  | Grallaricula                                                           |
|  |                                                                        |
|  | Hylopezus, Myrmothera                                                  |
|  |                                                                        |

|  | Grallaricula          |
|  |                       |
|  | Hylopezus, Myrmothera |
|  |                       |

|  | Cryptopezus                                                            |
|  |                                                                        |
|  | \| \| Grallaricula \| \| \| \| \| \| Hylopezus, Myrmothera \| \| \| \| |
|  |                                                                        |
|  | Grallaricula                                                           |
|  |                                                                        |
|  | Hylopezus, Myrmothera                                                  |
|  |                                                                        |

|  | Grallaricula          |
|  |                       |
|  | Hylopezus, Myrmothera |
|  |                       |

## Lista sistemática de géneros y especies
Según las clasificaciones del Congreso Ornitológico Internacional (IOC), y Clements Checklist/eBird, la familia agrupa a los siguientes géneros y especies con el respectivo nombre popular de acuerdo con la Sociedad Española de Ornitología (SEO), u otro cuando referenciado:
| Imagen | Género                                     | Especies |
| ------ | ------------------------------------------ | --- |
|        | Grallaria Vieillot, 1816                   | - Grallaria squamigera - tororoí ondoso; - Grallaria gigantea - tororoí gigante; - Grallaria excelsa - tororoí excelso; - Grallaria varia - tororoí pintado; - Grallaria alleni - tororoí bigotudo; - Grallaria guatimalensis - tororoí cholino; - Grallaria chthonia - tororoí de Táchira; - Grallaria haplonota - tororoí torero; - Grallaria dignissima - tororoí del Napo; - Grallaria eludens - tororoí del Ucayali; - Grallaria ruficapilla - tororoí compadre; - Grallaria watkinsi - tororoí matorralero; - Grallaria bangsi - tororoí de Santa Marta; - Grallaria kaestneri - tororoí de Cundinamarca; - Grallaria andicolus - tororoí andino; - Grallaria griseonucha - tororoí nuquigrís; - Grallaria rufocinerea - tororoí bicolor; - Grallaria ridgelyi - tororoí jocotoco; - Grallaria nuchalis - tororoí nuquicastaño; - Grallaria carrikeri - tororoí de Carriker; - Grallaria albigula - tororoí gorgiblanco; - Grallaria flavotincta - tororoí pechiamarillo; - Grallaria hypoleuca - tororoí ventriblanco; - Grallaria przewalskii - tororoí rojizo; - Grallaria capitalis - tororoí bayo; - Grallaria erythroleuca - tororoí de Cuzco; - Grallaria rufula - tororoí rufo; - Grallaria saltuensis - tororoí del Perijá; - Grallaria spatiator – tororoí de la Sierra Nevada; - Grallaria cajamarcae – tororoí de Cajamarca; - Grallaria obscura – tororoí de Junín; - Grallaria occabambae – tororoí de Urubamba; - Grallaria cochabambae – tororoí boliviano. - Grallaria blakei - tororoí castaño; - Grallaria quitensis - tororoí leonado; - Grallaria alticola - (tororoí leonado norteño); - Grallaria atuensis - (tororoí leonado sureño); - Grallaria urraoensis - tororoí de Urrao; - Grallaria milleri - tororoí bandeado. - Grallaria erythrotis - tororoí carirrufo. Nuevas especies descritas - Grallaria alvarezi – tororoí chamí; - Grallaria saturata – tororoí ecuatorial; - Grallaria gravesi – tororoí de Graves; - Grallaria oneilli – tororoí de O'Neill; - Grallaria centralis – tororoí de Oxapampa; - Grallaria ayacuchensis – tororoí de Ayacucho; - Grallaria sinaensis – tororoí de Puno. |
|        | Hylopezus Ridgway, 1909                    | - Hylopezus perspicillatus - tororoí de anteojos; - Hylopezus macularius - tororoí moteado; - Hylopezus (macularius) dilutus - tororoí de Zimmer o tororoí del Imari; - Hylopezus paraensis - tororoí de Snethlage; - Hylopezus whittakeri - tororoí de Alta Floresta; - Hylopezus auricularis - tororoí enmascarado; - Hylopezus ochroleucus - tororoí teguá. |
|        | Cryptopezus Carneiro, Bravo & Aleixo, 2018 | - Cryptopezus nattereri - tororoí de Natterer. |
|        | Myrmothera Vieillot, 1816                  | - Myrmothera dives - tororoí ventricanela colombiano; - Myrmothera fulviventris - tororoí ventricanela ecuatoriano; - Myrmothera berlepschi - tororoí amazónico; - Myrmothera campanisona - tororoí campanero; - Myrmothera simplex - tororoí flautista; - Myrmothera subcanescens - tororoí del Tapajós. |
|        | Grallaricula P.L. Sclater, 1858            | - Grallaricula flavirostris - ponchito ocráceo; - Grallaricula loricata - ponchito lorigado; - Grallaricula cucullata - ponchito encapuchado; - Grallaricula peruviana - ponchito peruano; - Grallaricula ochraceifrons - ponchito frentiocre; - Grallaricula ferrugineipectus - ponchito pechicastaño; - Grallaricula leymebambae - ponchito de Leymebamba; - Grallaricula nana - ponchito enano; - Grallaricula (nana) kukenamensis - ponchito guayanés; - Grallaricula cumanensis - ponchito de Sucre; - Grallaricula lineifrons - ponchito medialuna. |